# Sonia Reyes
Sonia Reyes Sáez (Guadalajara, 30 de enero de 1977) es una deportista española que compitió en taekwondo. 
Ganó tres medallas en el Campeonato Mundial de Taekwondo entre los años 1999 y 2003, y dos medallas en el Campeonato Europeo de Taekwondo, en los años 2000 y 2002.
Participó en los Juegos Olímpicos de Atenas 2004, donde finalizó cuarta en la categoría de –57 kg.

## Palmarés internacional
| Campeonato Mundial | Campeonato Mundial                | Campeonato Mundial | Campeonato Mundial |
| Año                | Lugar                             | Medalla            | Categoría          |
| ------------------ | --------------------------------- | ------------------ | ------------------ |
| 1999               | Edmonton (Canadá)                 | Medalla de bronce  | –59 kg             |
| 2001               | Jeju (Corea del Sur)              | Medalla de bronce  | –59 kg             |
| 2003               | Garmisch-Partenkirchen (Alemania) | Medalla de bronce  | –59 kg             |
| Campeonato Europeo |                                   |                    |                    |
| Año                | Lugar                             | Medalla            | Categoría          |
| 2000               | Patras (Grecia)                   | Medalla de plata   | –59 kg             |
| 2002               | Samsun (Turquía)                  | Medalla de bronce  | –59 kg             |